# Mobula mobular
Il diavolo di mare o manta mediterranea (Mobula mobular (Bonnaterre, 1788) è un pesce cartilagineo appartenente alla famiglia Myliobatidae.

## Distribuzione e habitat
Questa specie è diffusa nel Mar Mediterraneo e nell'Atlantico orientale, al largo delle coste dell'Irlanda fino alle acque meridionali del Portogallo, isole Canarie e Azzorre comprese. Essendo una specie epipelagica, vive sulle piattaforme continentali, non lontano da coste e isole.

## Descrizione
Presenta un corpo compresso verticalmente, con due enormi pinne pettorali, somiglianti a delle ali. La coda è sottile e allungata, costituita da una spina che può usare come arma di difesa. Gli occhi sono sul dorso mentre sul ventre ci sono la bocca e le fessure branchiali. Essendo un condroitto, lo scheletro è di natura cartilaginea. È più grande della mobula minore (Mobula hypostoma), raggiungendo la dimensione massima nota di 5,2 metri.

## Biologia

### Riproduzione
È specie ovovivipara: gli embrioni si nutrono del tuorlo, ma crescendo ricevono ulteriore nutrimento dalla madre per assorbimento indiretto di fluido uterino arricchito di muco, grassi e proteine attraverso strutture specializzate.
M. mobular ha un basso tasso di riproduzione, dando alla luce un solo piccolo per volta, con un periodo di gestazione di circa 24 mesi. Di conseguenza è molto sensibile ai cambiamenti ambientali ed alla pesca.

### Alimentazione
Si nutre di piccoli pesci e crostacei.

## Conservazione
Le principali minacce per questa specie provengono dall'inquinamento del Mar Mediterraneo e dalle catture accidentali di cui è vittima, con mezzi di pesca comunemente usati, quali reti a strascico, tonnare e lenze utilizzate in genere per il pesce spada. Nella Lista Rossa dell'IUCN del 2004 era classificata come specie Vulnerabile. Nel 2006 la sua situazione si è aggravata e la specie è stata classificata come minacciata di rischio d'estinzione.

## Sinonimi
Sono stati riportati i seguenti sinonimi:
- Aodon cornu Lacepède, 1798
- Apterurus fabroni Rafinesque, 1810
- Cephaloptera giorna (Lacepède, 1803)
- Cephaloptera tatraniana van Hasselt, 1823
- Cephalopterus edentula Griffini, 1903
- Cephalopterus giornae (Lacepède, 1803)
- Cephalopterus massena Risso, 1810
- Dicerobatis giornae (Lacepède, 1803)
- Manta mobular (Bonnaterre, 1788)
- Mobula auriculata Rafinesque, 1810
- Mobula diabolus (Shaw, 1804)
- Raia fabroniana Lacepède, 1800
- Raia mobular Bonnaterre, 1788
- Raja cephaloptera Bloch & Schneider, 1801
- Raja diabolus Shaw, 1804
- Raja giorna Lacepède, 1803
- Squalus edentulus Brünnich, 1768